# 平壤話劇電影大學
平壤话剧电影大学位于朝鮮平壤市东大院区域，于1953年11月创办。該校是朝鮮培養创作家和艺术家的專門院校。

## 院系設置
- 电影创作系
- 话剧创作系
- 电视广播系
- 演员系
- 技术系等

- 话剧电影艺术研究所

- 博士院

## 著名畢業生
- 人民演员朴基柱
- 徐京燮
- 徐信香
- 金正花
- 李春姬
- 成蕙琳